# 警察署長 (土曜ワイド劇場)
『警察署長』（けいさつしょちょう）は、1997年から2001年にテレビ朝日系で放送されたテレビドラマシリーズ。全2回。主演は松方弘樹。
第1作は「土曜ワイド劇場」で放送。第2作はお蔵入りとなり放送されていなかったが、2001年7月5日に単発枠「今夜あなたが目撃! サスペンススペシャル」で初放送された。エンディング曲がTRFの「JOY」であることから1998年 - 2000年ごろに制作されたと思われる。

## キャスト

### 松木家
松木充穂
演 - 松方弘樹
横須賀西署署長。
松木京子
演 - 吉田日出子
松木の妻。
松木和宏
演 - ヨースケ
松木の息子。
松木美帆
演 - 渡部智美
松木の娘。

### 横須賀西署
熊田
演 - 左とん平
刑事。
中沢
演 - 草野裕（第1作） → 鶴田忍（第2作）
副署長。
佐々木
演 - 中平良夫（第1作） → 佐藤正文（第2作）
係長。
野口
演 - 松田敏幸（第1作） → 木下浩之（第2作）
刑事。
宮越
演 - 蒲地克彦（第1作） → よしもち賢一（第2作）
刑事。
小倉
演 - 小久保丈二
巡査。

### ゲスト
第1作『切り落とされた指を残して消えた容疑者! 浮かばない死体の謎? 偽名で身投げした人妻の叫び…』（1997年）
- 岩本大喜（漁師・松木の幼馴染） - 渡辺哲
- 島岡賢也（多恵の夫） - 赤羽秀之
- 林俊夫（早見や大森の後輩） - 堀真樹
- 島岡多恵（林の姉） - 浅倉涼子
- 工藤知美（大森と同棲していた女） - 赤間麻里子
- 早見の母 - 遊佐ナオ子
- 根岸の父 - 加地健太郎
- 福山茂 - 宮寺康夫
- 蓮沼勇（早見や大森、根岸とともに多恵に乱暴した男） - 倉田昇一
- 大森英行（調理師見習い・早見の同級生） - 鼓太郎
- 根岸雄太（早見や大森の高校時代のサッカー部仲間） - 早瀬元
- 早見圭一郎（被害者） - 中林正智
- 原田（横須賀西署巡査） - 小林和香
- 根岸の妻 - 柚木涼香
- 岩本勝洋（岩本の息子） - 三上大和
- アナウンサー - 宮本充
- 丹羽真沙子（松木の幼馴染） - 酒井和歌子
- 小林美緒、森田一樹、佐藤秀樹、熊井遣太、斉藤成亮、小寺慶貴、片山昌三、西村美登里、野口綾奈

第2作『殺意のウェディングベル! 暴かれた花嫁の秘密… 夜の児童公園に仕掛けられた二重殺人トリック』（2001年）
- 梶本弘志 - 片桐竜次
- 安達夕子 - 筒井真理子
- 三輪龍二 - 黒部進
- 久保寺刑事部長 - 望月太郎
- 田辺一雄 - 伊吹剛
- 町田保 - 長岡尚彦
- 長嶺巡査 - 平井真軌
- 高梨ちひろ - カンナ
- 北村信彦 - 鈴木豊
- 警察医 - 横島亘
- 老婦人 - 中真千子
- 高梨誠 - 清水章吾
- 高梨美砂子 - 山口果林
- 勝光徳、福島勝美、松相敏夫、内田修司、石川亮介、逆瀬川了、金田幸也、中村大浩、寺林伸悟、揚石和子、谷一浩、下田ゆきこ、石川裕子、今津祐太

## スタッフ
- 原作 - 石井竜生、井原まなみ
- 脚本 - 篠崎好
- 監督 - 池広一夫
- 音楽 - 甲斐正人
- 擬斗 - 野村和也（第2作）
- プロデューサー - 池ノ上雄一、坂本年文、高戸晨一（第1作）、塙淳一（第2作）、大井素宏（第2作）
- 制作 - テレビ朝日、東映

## 放送日程
| 話数 | 放送日       | タイトル                                                                               | 原作                  | 脚本   | 監督     | 視聴率 |
| ---- | ------------ | -------------------------------------------------------------------------------------- | --------------------- | ------ | -------- | ------ |
| 1    | 1997年9月6日 | 切り落とされた指を残して消えた容疑者! 浮かばない死体の謎? 偽名で身投げした人妻の叫び…  | 「警察署長」          | 篠崎好 | 池広一夫 |        |
| 2    | 2001年7月5日 | 殺意のウェディングベル! 暴かれた花嫁の秘密… 夜の児童公園に仕掛けられた二重殺人トリック | 「警察署長 絵馬殺人」 | 篠崎好 | 池広一夫 |        |